# Sami Allagui
Sami Allagui (Düsseldorf, 28 mei 1986)  is een Duits-Tunesisch voetballer die bij voorkeur als aanvaller speelt. Hij tekende in 2019 bij Royal Excel Moeskroen, dat hem transfervrij overnam van FC St. Pauli. Allagui debuteerde in 2008 in het Tunesisch voetbalelftal.

## Carrière
Allagui heeft één ouder van Duitse origine en groeide daarom ook op in Duitsland. De aanvaller begon op jonge leeftijd te voetballen bij FC Büderich 02 maar trok al gauw naar Fortuna Düsseldorf. Na Düsseldorf kwam Allagui terecht bij Alemannia Aachen, waar hij werd ontdekt door het Belgische RSC Anderlecht. In 2005 trok de aanvaller ook echt naar Anderlecht en maakte hij meteen zijn debuut in het A-elftal van de Brusselse club. In 2006 maakte hij voor eerst echt deel uit van het A-elftal van Anderlecht. Op 21 december 2006 werd hij voor een half jaar uitgeleend aan de fusieploeg KSV Roeselare. Daarop trok Allagui naar de Duitse tweedeklasser FC Carl Zeiss Jena, die hij na een jaar al verruilde voor SpVgg Greuther Fürth. Zijn debuut in de Bundesliga maakte hij in het seizoen 2010/11 met FSV Mainz 05.
In 2012 zakte hij na twee seizoenen in de Bundesliga met Mainz weer af naar de 2. Bundesliga door voor Hertha Berlijn te tekenen. Het verblijf in de tweede divisie was echter van korte duur, want na één seizoen promoveerde hij met Hertha Berlijn weer naar de Bundesliga. In zijn eerste seizoen kreeg hij daar nog veel speelminuten, waardoor hij goed was voor negen competitiedoelpunten. In het seizoen 2014/15 werd hij echter uitgeleend aan zijn ex-club FSV Mainz 05. Allagui kon daarna niet meer doorbreken bij Hertha Berlijn en trok in 2017 naar FC St. Pauli.
Op 27 juni 2019 keerde Allagui na twaalf jaar terug naar België door te tekenen bij Royal Excel Moeskroen.

## Erelijst
| Kampioen 2. Bundesliga | 1x | 2012/13 |